# Эпсилон Волка
Эпсилон Волка (лат. ε Lupi), HD 136504 — кратная звезда в созвездии Волка на расстоянии (вычисленном из значения параллакса) приблизительно 396 световых лет (около 121 парсека) от Солнца. Возраст звезды определён как около 30 млн лет.

## Характеристики
Первый компонент (HD 136504Aa) — бело-голубая звезда спектрального класса B2IV-V, или B3. Видимая звёздная величина звезды — +3,6m. Масса — около 11 солнечных, радиус — около 4,64 солнечных, светимость — около 3407 солнечных. Эффективная температура — около 20500 K.
Второй компонент (HD 136504Ab) — бело-голубая звезда спектрального класса B3V. Видимая звёздная величина звезды — +5,1m. Масса — около 9,2 солнечной, радиус — около 4,83 солнечных, светимость — около 2197 солнечных. Эффективная температура — около 18000 K. Орбитальный период — около 4,5596 суток.
Третий компонент — красный карлик спектрального класса M. Масса — около 171,16 юпитерианских (0,1634 солнечной). Удалён на 2,689 а.е..
Четвёртый компонент (HD 136504B) — бело-голубая звезда спектрального класса B3V. Видимая звёздная величина звезды — +5,5m. Масса — около 7,3 солнечных. Эффективная температура — около 18500 K. Орбитальный период — около 740 лет. Удалён на 0,6 угловой секунды.
Пятый компонент (CCDM J15227-4441C) — белая звезда спектрального класса A. Видимая звёздная величина звезды — +9,1m. Радиус — около 2,53 солнечных, светимость — около 20,259 солнечных. Эффективная температура — около 7694 K. Удалён на 26,5 угловых секунд.
Шестой компонент (WDS J15227-4441D). Видимая звёздная величина звезды — +16,2m. Удалён на 40 угловых секунд.